# Ханна Хонти
Ханна Хонти (венг. Honthy Hanna), урождённая Хайналка Хюгель (венг. Hügel Hajnalka; 21 февраля 1893, Будапешт, Королевство Венгрия — 30 декабря 1978, Будапешт, ВНР) — венгерская актриса
 театра, кино и телевидения, примадонна оперетты. Заслуженная артистка Венгрии (1950). Народная артистка Венгрии (1953). Лауреат государственной премии Кошута (1953).

## Биография

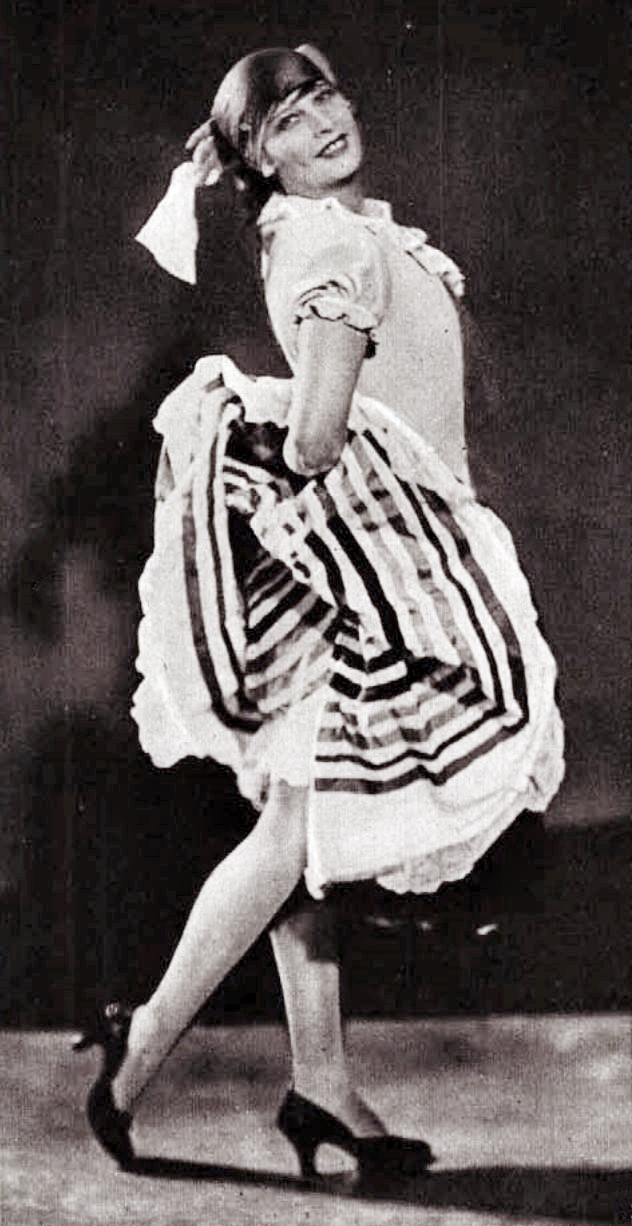
Ханна Хонти. 1928 г.

Родилась в семье работника типографии и швеи. С десятилетнего возраста занималась в балетной школе Венгерского оперного театра. Брала частные уроки актёрского мастерства в 1914—1917 годах. Училась вокалу у Дьёрдя Антеса.
Пела на сценах Братиславы, Риеки и Сомбатхея.
В период с 1925—1927 гг. и с 1949 года до конца своей карьеры выступала в Будапештском театре оперетты (Fővárosi Operettszínház). За свою творческую карьеру появлялась на сценах многих театров, в том числе столичного Театра комедии.
Её голос и актёрский талант высоко ценился критиками на протяжении многих лет.
Пела в опереттах: «Цыганская любовь» и «Граф Люксембург» Франца Легара, «Великая герцогиня Герольштейн» Жака Оффенбаха, «Королева чардаша» Имре Кальмана и других.

## Фильмография
- 1931 — Budapesti hangos filmkabaré
- 1941 — Régi nyár
- 1951 — Дерине / Déryné
- 1955 — Гала-представление / Díszelőadás
- 1956 — Мастера венгерской оперетты (документальный)
- 1963 — Csárdáskirálynő (ТВ фильм)
- 1974 — Пение на бегу / Bástyasétány '74
- Nyolcvanéves Cecília

Хонти трижды была замужем. Похоронена на кладбище Фаркашрети.

## Награды
- Заслуженная артистка Венгрии (1950).
- Народная артистка Венгрии (1953).
- Премия имени Кошута (1953).
- Орден Трудового Красного Знамени (ВНР) (1956).
- Орден Знамени (ВНР) II степени (1973) и I степени (1978).
- Почётный гражданин VII района Будапешта (2019, посмертно) .

## Память
- В 2018 году ей открыта мемориальная доска.